# Sphaerophragmium mucunae
Sphaerophragmium mucunae är en svampart som beskrevs av Racib. 1909. Sphaerophragmium mucunae ingår i släktet Sphaerophragmium och familjen Raveneliaceae.   Inga underarter finns listade i Catalogue of Life.